# Langues sudarabiques anciennes
Les langues sudarabiques anciennes ou sudarabiques épigraphiques, encore appelées ancien arabe du sud ou langues sayhadiques, sont un groupe de quatre langues sémitiques étroitement liées, en usage dans l'Antiquité en Arabie du Sud, dans les actuels Yémen et Oman. 
D'autres langues sudarabiques anciennes ont existé, comme l’awsanique, mais il en reste très peu de traces et de témoignages. Toutes ces langues sont distinctes de l'arabe classique, qui s'est développé plus tard parmi les tribus arabes des régions du Nejd et du Hedjaz, et également des autres langues sémitiques.
Deux langues encore parlées de nos jours (mais en danger d'extinction) descendent du sudarabique ancien : le razihi et le faifi. 
Les quatre principales langues sudarabiques anciennes correspondent aux quatre grands peuples du Ier millénaire av. J.-C. au Yémen :
- le sabéen (sabaic), la langue sabéenne, du royaume de Saba,
- le minéen (en) ou madhabien (mineic ou madhabic), de Ma'in,
- le qatabanien (en) (qatabanic), de Qataban,
- le hadramaoutique (en) (hadramitic), du Hadramaout.

Selon Alice Faber, qui s'appuie sur les travaux de Robert Hetzron, les langues sudarabiques anciennes formeraient avec les langues sémitiques d'Éthiopie la branche occidentale des langues sémitiques méridionales. Les langues sudarabiques modernes, qui ne descendent pas de l'ancien sudarabique, mais d'une langue sœur, en formeraient la branche orientale.
L'arrivée de l'islam a presque désintégré les vieilles langues sudarabiques. L'arabe classique est devenu la langue liturgique et véhiculaire de la région. Aujourd'hui, ces langues sont éteintes et n'existent plus que dans quelques textes anciens et inscriptions. Elles ont cependant laissé des traces dans des dialectes régionaux de l'arabe yéménite, tout comme le copte a contribué à la formation du dialecte égyptien de la langue arabe.

## Écriture
Les langues sudarabiques anciennes avaient leur propre système d'écriture, l'alphabet sudarabique, utilisé également pour les premières inscriptions guèzes au royaume de D'mt. Il s'agit en fait d'un abjad, qui ne note que les consonnes. Il partage une origine commune avec les autres abjads sémitiques : l'alphabet protosinaïtique.

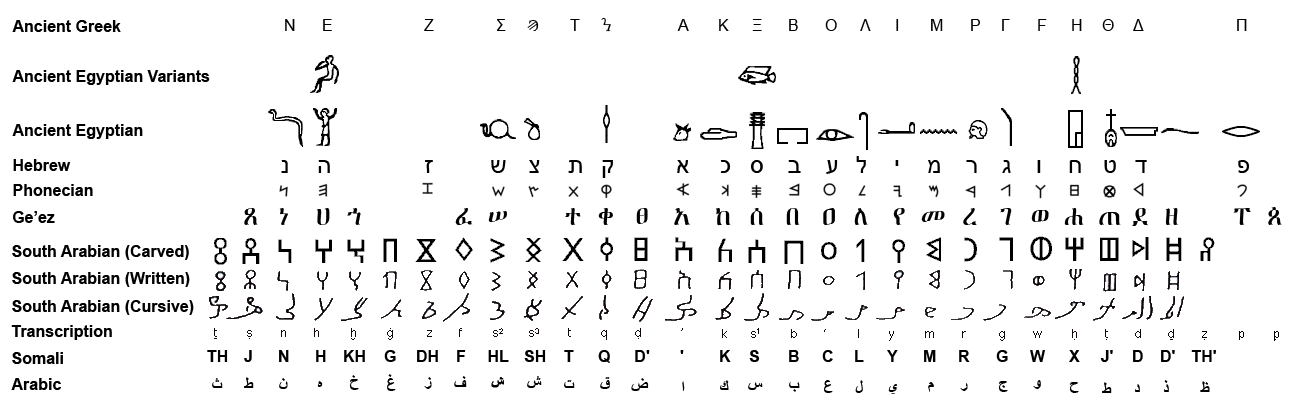
Translittération comparée des langues sudarabiques anciennes en d'autres alphabets.

### Grammaire
- A. Beeston: Sabaic Grammar, Manchester 1984  (ISBN 0-9507885-2-X)
- Maria Höfner: Altsüdarabische Grammatik (Porta linguarum Orientalium, Band 24) Leipzig, 1943
- Leonid Kogan and Andrey Korotayev: Sayhadic Languages (Epigraphic South Arabian). Semitic Languages. London: Routledge, 1997, p. 157-183.
- N. Nebes, P. Stein: Ancient South Arabian, in: Roger D. Woodard (Hrsg.): The Ancient Languages of Syria-Palestine and Arabia. Cambridge University Press, Cambridge 2008  (ISBN 978-0-521-68498-9) S. 145-178 (neuester grammatischer Überblick mit Bibliographie)

### Dictionnaires
- A.F.L. Beeston, M.A. Ghul, W.W. Müller, J. Ryckmans: Sabaic Dictionary / Dictionnaire sabéen /al-Muʿdscham as-Sabaʾī (Englisch-Französisch-Arabisch) Louvain-la-Neuve, 1982  (ISBN 2-8017-0194-7)
- Joan Copeland Biella: Dictionary of Old South Arabic. Sabaean dialect Eisenbrauns, 1982  (ISBN 1-57506-919-9)
- S.D. Ricks: Lexicon of Inscriptional Qatabanian (Studia Pohl, 14), Pontifical Biblical Institute, Rom 1989

### Textes
- Alessandra Avanzini: Corpus of South Arabian Inscriptions I-III. Qatabanic, Marginal Qatabanic, Awsanite Inscriptions (Arabia Antica 2). Ed. PLUS, Pisa 2004.  (ISBN 88-8492-263-1)
- Barbara Jändl: Altsüdarabische Inschriften auf Metall (Epigraphische Forschungen auf der Arabischen Halbinsel 4). Tübingen, Berlin 2009.  (ISBN 978-3-8030-2201-1)
- Jacques Ryckmans, Walter W. Müller, Yusuf M. Abdallah: Textes du Yémen antique. Inscrits sur bois (Publications de l'Institut Orientaliste de Louvain 43). Institut Orientaliste, Louvain 1994,  (ISBN 2-87723-104-6)
- Peter Stein: Die altsüdarabischen Minuskelinschriften auf Holzstäbchen aus der Bayerischen Staatsbibliothek in München 1: Die Inschriften der mittel- und spätsabäischen Periode (Epigraphische Forschungen auf der Arabischen Halbinsel 5). Tübingen u.a. 2010.  (ISBN 978-3-8030-2200-4)